# ヴィボルグ-ペトロザヴォーツク攻勢
ヴィボルグ-ペトロザヴォーツク攻勢（ヴィボルグ-ペトロザヴォーツクこうせい、ロシア語: Выборгско-Петрозаводская операция、フィンランド語: Kannaksen suurhyökkäys 1944）は、第二次世界大戦、継続戦争中にフィンランド方面にソビエト連邦が攻勢をかけて行われた戦闘。また、この作戦の終結後バグラチオン作戦を行う計画であった。これによりソ連軍はフィンランド軍からヴィボルグを奪回し、東カレリアも取り戻した。しかしながら最終的にバグラチオン作戦の為にこの方面に出ていた攻勢の主力を欧州方面に向けざるを得なくなり、当初の目標であるフィンランド軍の壊滅とキミ川への到達は達成できなかった。
ヴィボルグ攻勢にはレニングラード方面軍が、スヴィル-ペトロザヴォーツク攻勢にはカレリア方面軍が参加した。
この戦闘はスカンジナビアで行われた戦闘の中でも範囲、規模共に最大級のものである。

## 背景
1944年1月、ソ連軍はレニングラード包囲戦に勝利し、包囲を解き、ドイツ北方軍集団をナルヴァ-イリメニ湖-プスコフの線まで押し戻した。
ドイツ側の形勢不利を見てフィンランドは二月にソ連との講和交渉を開始した。しかし講和に対するソ連側要求は、フィンランドが独力でドイツ軍を国外へ除去し、国境を冬戦争後のものに戻すことを講和の最低必要条件としたが、ドイツに必要物資の多くを頼っており、なおかつ強力なドイツ軍はフィンランド各地に駐屯しており、武装解除や国外退去を、ドイツ側が受け入れる見込みはまったくなく、強行すれば、ドイツとの戦争は不可避な情勢だった。
フィンランド側はこの講和条件を拒否し、スタフカはフィンランドを戦争から脱落させるべく、攻勢を準備し始めた。

## 攻勢計画

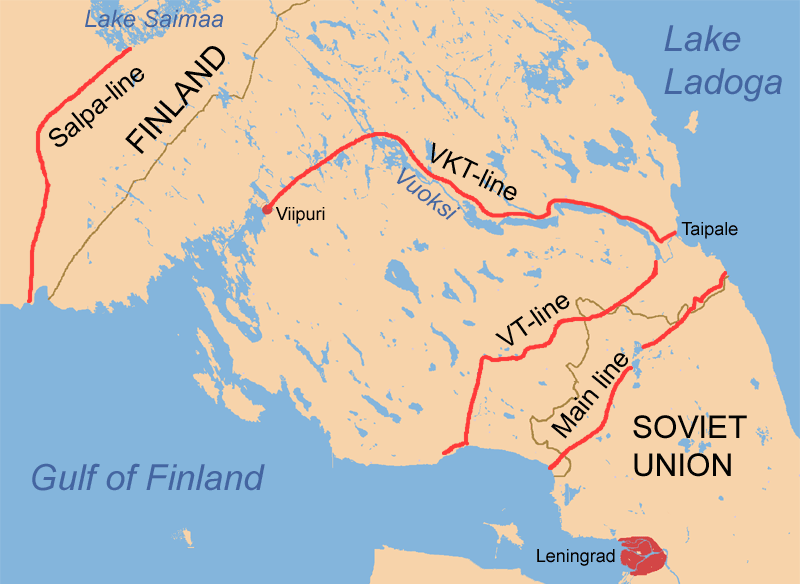
戦闘の要所となったカレリア地峡のフィンランドの防衛線

スタフカは二つの攻勢を計画していた。一つはヴィボルグを奪回しキミ川近郊に向かう攻勢、もう一つはスヴィリ川をこえ、ペトロザヴォーツクを奪回、ソルタヴァラの冬戦争後の国境に迫る攻勢であった。この計画はまた、カレリア地峡のフィンランド軍を壊滅させ、サイマー湖とラドガ湖の間の封鎖を解くこと、攻勢の後に更にフィンランド深くに進攻する準備を整えることも目標にした。
対するフィンランド軍は冬戦争後の1941年から対戦車障害物などの防衛施設を整備しており、カレリア地峡では主に3つの防衛線を築いていた。まず、1941年の前線で築かれた”主防衛線”、その後方20kmの位置に走るヴァンメルスー-タイペレ間の”VT線”の2つの防衛線。これらはコンクリートで強化されたが建設途中であった。三番目の防衛線はヴィープリ（ヴィボルグ）、クパルサーリ、タイペレを結んだ”VKT線”である。この防衛線の補強計画はまだ計画が始まったばかりであり、1944年5月にヴィボルグ近郊で防衛線を作り始めたばかりであった。スヴィリ川北岸ではフィンランド軍が防衛拠点をコンクリートトーチカ、有刺鉄線、対戦車障害や塹壕などで要塞のように強化し、防衛に当たっていた。更にその奥の1940年の国境付近であるキミ川の近郊には冬戦争後からソ連の進攻に備えてサルパ線を築いていた。
これらの防衛拠点をひき潰すために、スタフカはヴィボルグ攻勢を行うレニングラード方面軍に十一個師団と九個の戦車、突撃砲連隊を増強した。カレリア地峡を攻めるレニングラード方面軍全体になると十九個師団、二個工兵師団、二個戦車旅団、十四個戦車・突撃砲連隊、更に合計220個に及ぶ砲兵大隊、ロケット砲兵大隊、第13空軍の1500台に及ぶ航空機、バルト海艦隊の艦砲援護、海軍陸戦部隊など小国フィンランドに向けるには異常なほどの戦力、兵力をこの地峡に動員したのである。
さらに東部カレリアではスヴィリ-ペトロザヴォーツク攻勢に向けてカレリア方面軍に九個師団、二個工兵旅団、二個戦車旅団、三個砲兵連隊を増強、東部カレリア全体で十六個師団、二個工兵旅団、五個単独狙撃旅団、二個戦車旅団、三個突撃砲連隊、三個戦車大隊が動員されることになった。ラドガ湖とオネガ湖にいた海軍の沿岸砲撃、第七空軍の支援も受けることになった。

## ヴィボルグ攻勢

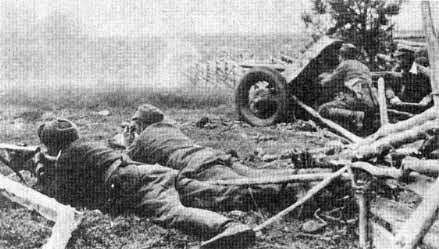
ソ連軍と交戦するフィンランド兵

カレリア地峡方面では一キロメートル当たり120門の砲が並び、突破口となったヴァルケアサーリ近郊では一キロメートル当たり220門もの砲があったとされる。攻勢は第16空軍の1600機もの爆撃機による爆撃から始まった。フィンランド軍はまず強化された主防衛線に隠れて戦ったが、ソビエト空軍の攻撃によって塹壕が抉り取られ、多くのフィンランド部隊は損害を受けたうえ逃亡兵が多く出始めたため、防衛線を放棄し退却した。6月9日、ソビエトの攻撃が始まり、フィンランド軍を大いに浮き足立たせた。その日のうちにソ連軍は前線の多くの塹壕を奪い、防衛線を破壊した。また、6月10日の朝、彼らは攻撃開始にちょうど良い地点を見つけ本格的な攻撃を始めた。この攻撃でフィンランド防衛線に最初に開いた突破口をさらに広げ、フィンランド軍の防御を打ち砕いていった。フィンランド軍は主防衛線からVT線まで退却し、そこでもう一度防衛を試みた。ソ連軍は6月13日までにVT線に到達したが、フィンランド軍はソ連軍に対し抵抗を続け、シーランマキの戦いではかろうじて防衛線を保持した。しかし、その後のソ連の攻勢でVT線は数箇所を突破され、更にソ連軍は上手く突破地点を広げてゆき、最終的に6月15日のクーテルセルカの戦いの後にVT防衛線は放棄されフィンランド軍は更に後方に退却した。
フィンランド軍は退却中も時間を稼ぐことに挑戦し、ソ連軍の行動を遅延させるために戦った。また、東カレリアから引き抜いた援軍が徐々に前線に着き、VKT線を防衛するための準備が行われた。しかしながらソ連軍は爆撃、砲撃と機甲師団の進軍を巧みに組み合わせながら攻撃を続け、戦線はじりじりと後退し、6月19日、レニングラード方面軍がヴィボルグに到達し、ソ連軍は6月20日にヴィボルグを解放。ソ連軍は攻勢の第一目標を達成した。ヴィボルグが陥落したことで近郊の防衛に当たっていたフィンランド第20歩兵連隊は混乱し、退却をした。

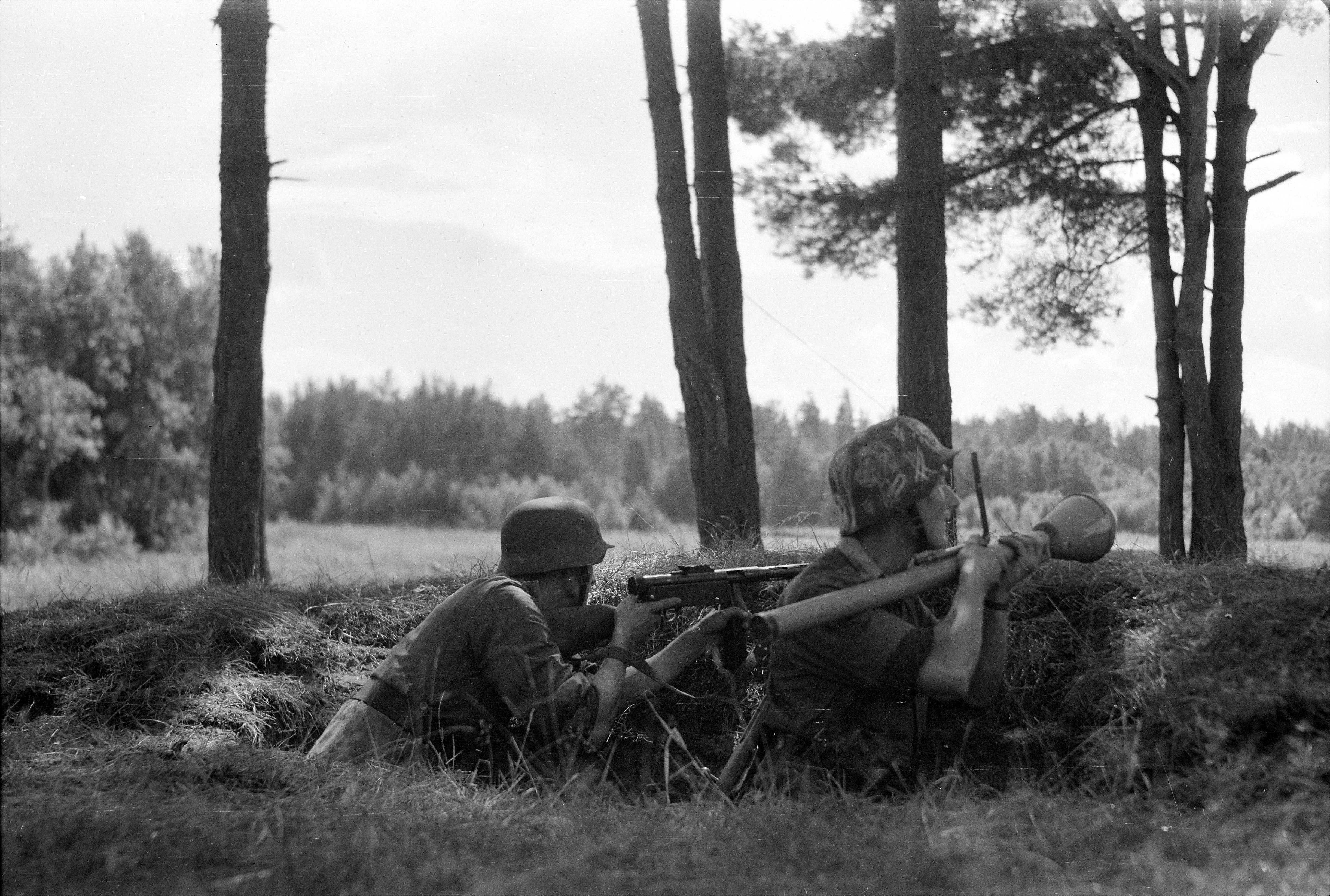
パンツァーファウスト

マンネルヘイムはドイツに支援を求めており、6月17日にはドイツ軍クールマイ戦闘団がフィンランドに到着し、その後6月21日には第303突撃砲旅団の定数の半分と第122歩兵師団が到着した。また新しいドイツの対戦車兵器、パンツァーファウスト、パンツァーシュレックも到着しフィンランド軍部隊に配置された。6月22日にドイツの外務大臣リッベントロップがフィンランドを訪れた。フィンランドはどうしてもドイツからの援軍、支援物資を必要としていた。このため、リュティ大統領はフィンランドはドイツが滅びるまで共に戦うことを保障すると約束し、リッベントロップはこの言質を得てフィンランドに更なる支援を約束した（リュティ＝リッベントロップ協定）。戦後この発言によってリュティはフィンランド唯一の戦争犯罪者になった。

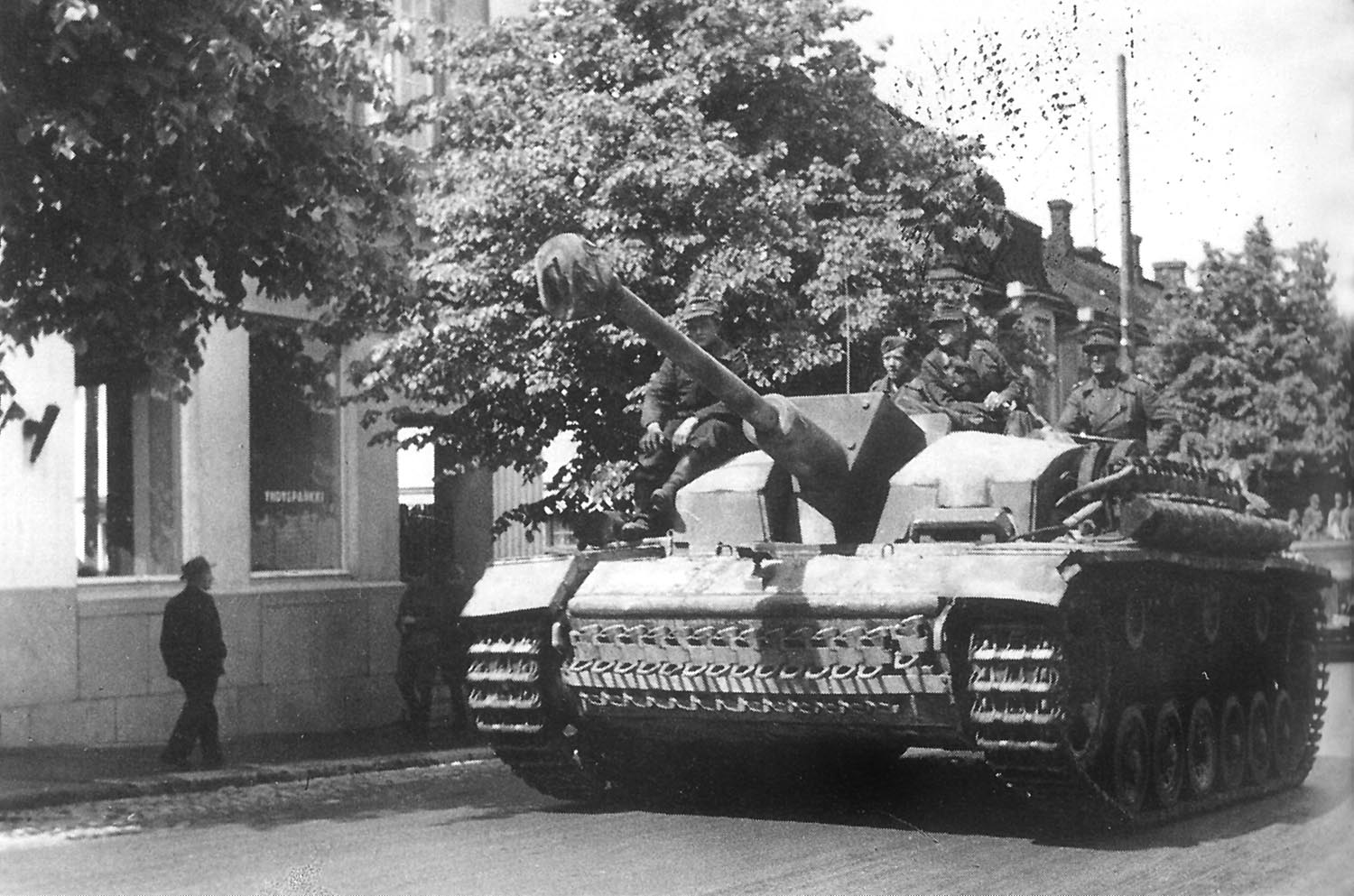
303突撃砲部隊

6月21日、スタフカはレニングラード方面軍に更にフィンランドへの攻撃を命令、サルパ線近くの前線にいた部隊にイマトラ-ラッペーンランタ-ヴィロヨキの防衛線への攻撃を継続するように命令した。その他の軍は北方のカキサルミ(現在のプリオゼルスク近郊)を攻撃するように命じ、VTK線東部に立てこもるフィンランド軍を包囲しコトカ、コウヴォラ、キミ川に向かって進軍する準備を行うように命じた。
この間にフィンランド軍はカレリア東部の部隊や予備部隊などをカレリア地峡に召集し、援軍として送り込んだ。援軍の量は26万8千人のフィンランド兵と2350門の砲、合計110両戦車と突撃砲、250機の航空機などフィンランドの身の丈に会わないほどの兵力であった。これはフィンランド軍の動員可能兵力の半数以上、戦車にいたっては全てであり、フィンランドはまさに死力を尽くしてカレリア地峡の防衛体制を整えた。このときソビエト軍とフィンランド軍は6:5の兵力差に縮まり、砲門、戦車、航空機などの兵力差も5:1程度まで縮まった。

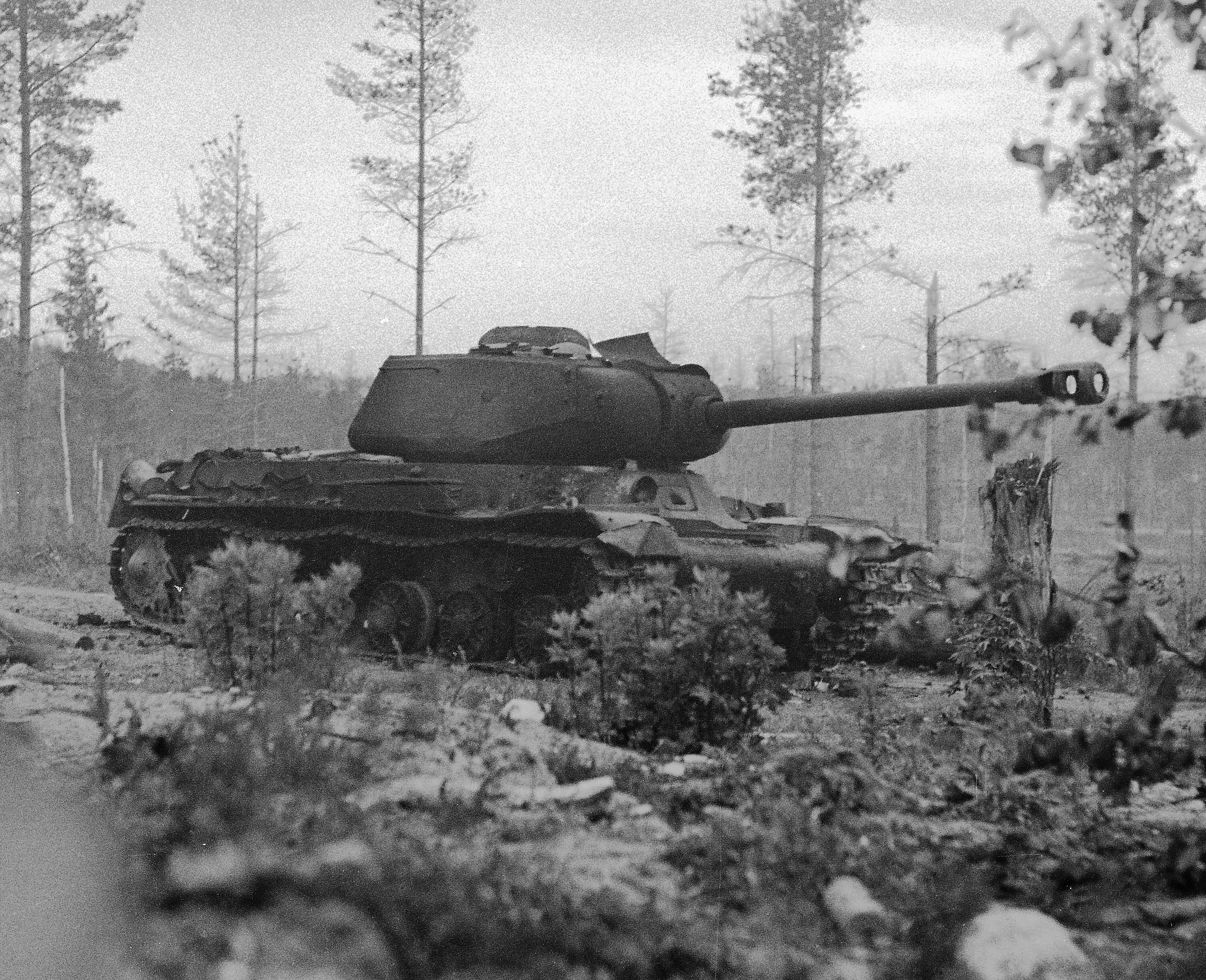
スンマ近くで破壊されたIS-2戦車

21日以降もソ連軍の攻勢は続き、ソ連軍はVTK線をヴィボルグ湾とヴオクシ川の中間近くのタリ近郊で突破した。続く戦闘でソ連軍はタリで突破したVTK線を切り抜け、突破口を広げようとしたが、スカンジナヴィア史上最大の戦闘となったタリ＝イハンタラの戦いでフィンランドに決定的な敗北を喫し、突破口近くのイハンタラ近郊で攻撃が行き詰った。この戦闘の結果ソ連軍はフィンランドの防衛線を正面突破することは不可能になった。ソ連軍は防衛線を固守するフィンランド軍を殲滅するためにヴィボルグ沿岸方面の部隊とヴオサルミ近郊の部隊を進軍させ包囲攻撃することを試みた。しかしながら側面の防御に当たっていたフィンランド軍の防衛陣を動かすことが出来ず、部隊を側面に回り込ませることは出来なかった。
この頃になると連合軍はフランス上陸を果たし連合軍がドイツの西から欧州に勢力を伸ばそうとしていた。これを見たソ連軍は欧州が連合軍の勢力圏になることを嫌い、軍事目標を変更。ドイツ軍を早期に撃破し、できる限り欧州を西進する方向性に変えた。このような状況の変化によってソ連軍はフィンランドに大軍を割く余地が減り、攻勢を行っていたレニングラード方面軍もこの影響を受けた。7月15日には攻勢の主力であった機甲部隊を対ドイツ戦線での攻勢、バグラチオン作戦に参加させるために南方の欧州方面に転進させたのである。このためソ連軍がフィンランド軍にこれ以上の攻勢を仕掛けることは不可能となり、ソ連軍は防衛体制を築いた。こうしてヴィボルグ攻勢は最終目標を遂げぬままに終了した。

## スヴィリ-ペトロザヴォーツク攻勢
フィンランド軍はヴィボルグ攻勢でスヴィリ川南岸にいた部隊の大部分をカレリア地峡に送ったため、カレリア東部ではフィンランド軍の兵力が少なくなっていた。これを見たソ連軍は6月20日に東カレリア地域に向けて攻勢を開始、これはフィンランド軍にとっても当然予想されていたことであった。カレリア方面軍はスヴィリ川を越え、翌日には幅16km、深さ8kmの橋頭堡を得た。6月23日、ソ連北方艦隊の海軍歩兵隊はフィンランド軍の防衛線の後方であるヴィテレーンヨキ川とトゥロクセンヨキ川の間を攻撃し、そこにも橋頭堡を獲得し、ラドガ湖畔を通って前線に繋がっている主街道を封鎖した。フィンランド軍はこの位置から退却。ソ連軍はオロネツを6月25日に解放、6月29日にはペトロザヴォーツクを解放し、攻勢の第一目標を達成した。
フィンランド軍はカレリア方面軍の前進を遅延させながらさらに退却した。フィンランド軍はピトカランタ、ロイモラ、キヴィヤルヴィの北方に出来た防衛線であるU線への退却を行いそこでカレリア方面軍の前進を食い止めるために防衛体制を築いた。フィンランド軍を追うカレリア方面軍は7月10日にU線に到達した。しかし長期攻勢の疲労からこの防衛線を突破することは出来なかった。
最期はソ連軍が部隊の回復を待ち攻撃を再開、更に北に進み、二個師団がイロマンツィに到達した。この攻撃は最初は成功し、これらの師団は7月21日に1940年当時のソ芬国境までたどり着き、一部の部隊は国境を越えて進軍した。しかし、続いて行われたイロマンツィの戦いでこれらの師団はフィンランドに敗北を喫し東に向かって退却した。

## その後
この攻勢によってソ連軍は東カレリアを回復し、フィンランド軍をヴィボルグ湾とヴオクシ川の北岸まで押し込むことに成功した。これによってキーロフの鉄道と白海・バルト海運河の使用を再開することが出来た。ヴィボルグ-ペトロザヴォーツク攻勢は始終ソ連軍がフィンランド軍を圧倒し、冬戦争とは比べ物にならない戦術、戦略性をもってフィンランドに攻め込んだ。この攻勢がフィンランド首脳部にあたえた心理的作用は軽く見ることはできない。
しかしこの攻勢ではVTK線とサルパ線を突破することに失敗し、また、フィンランド軍は壊滅しなかった。事実、損害を受けたにもかかわらず、攻勢中のドイツからの支援によってフィンランド軍の装備は以前よりも充実していた。ソ連軍は大隊以上の大きさの部隊を包囲することができず、そういう状況になってもフィンランド軍が重機を置いて森に逃げ込み追い込みきることができなかった。また、ソ連軍の戦闘習慣もフィンランド軍を助ける要因となった。ソ連軍にヴァルケアサーリからヴィボルグの間で反抗を行ったフィンランド軍第58連隊の公式な戦闘記録では、ソ連軍に面する部隊を頑固に固守させることで、ソ連軍の司令官は小さなミスを犯すことが多く、このためフィンランド軍は生き残ることができたという。フィンランドはカレリア地峡でのソ連軍の前進をたった100kmで止めた。また、それでもなおイロマンツィの戦いで継戦可能なことを示した。このためスタフカはフィンランド方面への攻勢継続のためには新しい師団を予備から引き出すか、ドイツ戦線から引き抜く必要性があると考えたが、ドイツ戦に集中したいソ連軍にとってこれらはどちらも大きい負担であった。
この膠着状態の中、フィンランドはリュティからマンネルハイムに大統領を替え、親独政権でなくなったと強調し、講和交渉を行った。ヴォロシーロフ元帥は国境をキミ川に移すことを提案し、スターリンは二月とほぼ同等の講和条約をもとめた。フィンランドに在するドイツ軍を武装解除する項目に関しては若干の猶予が与えられた。非常に過酷な条件であったが、フィンランドは講和を結ばざるを得なかった。